# 457 (tal)
457 är det naturliga talet som följer 456 och som följs av 458.

## Inom vetenskapen
- 457 Alleghenia, en asteroid.

## Inom matematiken
- 457 är ett udda tal.
- 457 är ett primtal.[1]